# Fredrik Stoor
Fredrik Olof Esaias Stoor Siekkinen, född 28 februari 1984, är en svensk före detta fotbollsspelare.

## Klubblagskarriär
Fredrik Stoor växte upp i Trångsund söder om Stockholm och började spela fotboll i Kärrtorp BK när han var åtta år gammal. Han spelade också ett år i Skogås/Trångsunds FF innan han som tolvåring kom till Hammarby IF 1996. Till säsongen 2002 flyttades han upp i A-truppen.
Han debuterade i A-laget med ett inhopp borta mot Ytterhogdals IK (5–0) i Svenska cupen den 1 maj 2003. Den allsvenska debuten gjorde han senare under sommaren med ett inhopp borta mot Helsingborgs IF (2–0) på Olympia den 21 juli.
Stoor spelade både i inner- eller ytterposition i backlinjen och på mittfältet. 
I december 2006 skrev han på för norska klubben Rosenborg BK, där han gjorde succé och fick spela i Champions League hösten 2007. Han startade mot både Valencia, Chelsea och Schalke O4.
Den 30 juli 2008 skrev han på för den engelska klubben Fulham FC som spelade i Premier League. Under första säsongen (2008/09) blev det endast två inhopp i Premier League. Först mot West Bromwich den 4 oktober 2008, och sedan en halvlek mot Arsenal den 28 februari 2009. Stoor fick starta i tre matcher i engelska ligacupen. Den 26 september 2009 blev det klart att Stoor blev utlånad till klubben Derby County. Han debuterade för Derby den 29 september 2009 mot Cardiff i Championship. I slutet av säsongen 2009/10 gjorde han två inhopp för Fulham, först mot Everton den 25 april, och sist mot Arsenal, den 5 maj 2010.
6 januari 2011 skrev Stoor på för den norska klubben Vålerengens IF.   Han blev först utlånad till Lillestrøm, som i januari 2013 köpte loss honom. I november 2013 valde Lillestrøm att avsluta kontraktet. Den 23 januari 2014 blev det officiellt att nästa klubbadress blev danska Viborg FF, med ett kontrakt som sträckte sig säsongen ut, men på grund av en knäoperation och en fraktur i benet blev det minimalt med speltid.
I januari 2015 värvades Stoor av IF Brommapojkarna. Han lämnade klubben efter endast en säsong. I februari 2017 meddelade Stoor att han avslutade sin fotbollskarriär.

## Landslagskarriär
Den 13 januari 2008 gjorde han A-landslagsdebut i Sveriges 1–0-seger mot Costa Rica. Stoor blev uttagen till Sveriges EM-trupp 2008. Han ersatte Niclas Alexandersson i den inledande gruppspelsmatchen mot Grekland i andra halvlek, och fick starta de resterande två matcherna mot Spanien och Ryssland. Ett inhopp i vänskapsmatchen mot Nederländerna 19 november 2008 i Amsterdam blev Stoors elfte och sista landskamp.